# Andreas Rohracher
Andreas Rohracher (ur. 31 maja 1892 w Lienz, zm. 6 sierpnia 1976 w Altötting) – austriacki duchowny katolicki, biskup pomocniczy Gurk 1933-1943 i arcybiskup Salzburga 1943-1969.

## Życiorys
Święcenia kapłańskie otrzymał 25 maja 1915.
21 lipca 1933 papież Pius XI mianował go biskupem pomocniczym Gurk. 15 października 1933 z rąk biskupa Adama Heftera przyjął sakrę biskupią. 
3 lutego 1943 papież Pius XII mianował go arcybiskupem Salzburga. 30 czerwca 1969 na ręce papieża Pawła VI ze względu na wiek złożył rezygnację z zajmowanej funkcji.